# 今枝流
今枝流（いまえだりゅう）とは、寛永年間（1624〜1644）に丹後宮津京極家に仕えた今枝良重が養子良隆と共に一傳流、伯耆流、疋田陰流を研究し、家伝の剣法の根幹を整え開いた剣術、居合術の流派。良隆の子良政には伯耆国の倉吉に住む弟良堅がおり、その次男今枝良臺が当流の技を整理統合し開いたのが理方一流である。
剣術（居合も含む）のほか、杖術、柔術、薙刀術、鼻捻、分銅鎖つき棒などがあった。
今枝良臺が理方一流を開いた後も、膳所藩において今枝良政の子孫によって複数の系統に分かれて伝えられた。また、仙台藩にも当流の居合が伝えられた。